# Daniela Seguel
| jaar | rang enkelspel | rang dubbelspel |
| ---- | -------------- | --------------- |
| 2010 | 648            | 567             |
| 2011 | 584            | 397             |
| 2012 | 426            | 384             |
| 2013 | 295            | 195             |
| 2014 | 365            | 139             |
| 2015 | 328            | 302             |
| 2016 | 231            | 190             |
| 2017 | 207            | 141             |
| 2018 | 295            | 693             |
| 2019 | 262            | 368             |
| 2020 | 208            | 298             |
| 2021 | 200            | 221             |
| 2022 | 400            | 267             |

Daniela Valeska Seguel Carvajal (Santiago, 15 november 1992) is een tennisspeelster uit Chili. Seguel speelt rechtshandig en heeft een tweehandige backhand. Zij is actief in het internationale tennis sinds 2007.

## Loopbaan

### Enkelspel
Seguel debuteerde in 2007 op het ITF-toernooi van haar geboorteplaats Santiago (Chili). Zij stond in 2010 voor het eerst in een finale, op het ITF-toernooi van La Paz (Bolivia) – zij verloor van de Colombiaanse Karen Castiblanco. In 2011 veroverde Seguel haar eerste titel, op het ITF-toernooi van Córdoba (Argentinië), door de Paraguyaanse Verónica Cepede Royg te verslaan. Tot op heden(november 2023) won zij zestien ITF-titels, de meest recente in 2020 in Vero Beach (VS).
Seguel kwalificeerde zich nog nooit voor een WTA-hoofdtoernooi.
Haar hoogste positie op de WTA-ranglijst is de 162e plaats, die zij bereikte in mei 2018.

### Dubbelspel
Seguel behaalde in het dubbelspel betere resultaten dan in het enkelspel. Zij debuteerde in 2007 op het ITF-toernooi van haar geboorteplaats Santiago (Chili) samen met haar landgenote Giannina Minieri. Zij stond in 2010 voor het eerst in een finale, op het ITF-toernooi van Bogota (Colombia), samen met landgenote Fernanda Brito – zij verloren van het duo Karen Castiblanco en Andrea Koch Benvenuto. Later dat jaar veroverde Seguel haar eerste titel, op het ITF-toernooi van Concepción (Chili), weer samen met Fernanda Brito, door Karen Castiblanco en Camila Silva te verslaan. Tot op heden(november 2023) won zij 28 ITF-titels, de meest recente in 2022 in Périgueux (Frankrijk).
In 2014 speelde Seguel voor het eerst op een WTA-hoofdtoernooi, op het toernooi van Marrakesh, samen met de Argentijnse Tatiana Búa. Zij bereikten er de tweede ronde. Met dezelfde partner stond zij een maand later voor het eerst in een WTA-finale, op het toernooi van Straatsburg – zij verloren van het Australische koppel Ashleigh Barty en Casey Dellacqua. Dat jaar had zij ook haar grandslamdebuut op Wimbledon, aan de zijde van de Servische Vesna Dolonts.
Haar hoogste positie op de WTA-ranglijst is de 110e plaats, die zij bereikte in juli 2014.

### Tennis in teamverband
In de periode 2010–2023 maakte Seguel deel uit van het Chileense Fed Cup-team – zij behaalde daar een winst/verlies-balans van 24–20.

## Resultaten grandslamtoernooien
| Legenda | Legenda                          |
| ------- | -------------------------------- |
| g.t.    | geen toernooi gehouden           |
| l.c.    | lagere categorie                 |
| –       | niet deelgenomen                 |
| G       | uitgeschakeld in de groepsfase   |
| 1R      | uitgeschakeld in de eerste ronde |
| 2R      | uitgeschakeld in de tweede ronde |
| 3R      | uitgeschakeld in de derde ronde  |
| 4R      | uitgeschakeld in de vierde ronde |
| KF      | uitgeschakeld in de kwartfinale  |
| HF      | uitgeschakeld in de halve finale |
| F       | de finale verloren               |
| W       | het toernooi gewonnen            |
| w-v     | winst/verlies-balans             |

### Enkelspel
geen deelname

### Vrouwendubbelspel
| toernooi        | 2014 |
| --------------- | ---- |
| Australian Open | –    |
| Roland Garros   | –    |
| Wimbledon       | 1R   |
| US Open         | –    |

## Palmares
| Legenda                 |
| ----------------------- |
| Grandslamtoernooi       |
| Olympische Spelen       |
| Year-End Championships  |
| Premier Mandatory       |
| Premier Five / WTA 1000 |
| Premier / WTA 500       |
| International / WTA 250 |
| Challenger / WTA 125    |

### WTA-finaleplaatsen enkelspel
geen

### WTA-finaleplaatsen vrouwendubbelspel
| nr.              | finale     | toernooi        | ondergrond | partner                | tegenstandsters                | score            |         |
| ---------------- | ---------- | --------------- | ---------- | ---------------------- | ------------------------------ | ---------------- | ------- |
| gewonnen finales |            |                 |            |                        |                                |                  |         |
| geen             |            |                 |            |                        |                                |                  |         |
| verloren finales |            |                 |            |                        |                                |                  |         |
| 1.               | 2014-05-24 | WTA Straatsburg | gravel     | Tatiana Búa            | Ashleigh Barty Casey Dellacqua | 6-4, 5-7, [4-10] | details |
| 2.               | 2023-11-18 | WTA Colina      | gravel     | Lucciana Pérez Alarcón | Julia Lohoff Conny Perrin      | 6-7, 2-6         | details |